# Alberto Monreal Luque
Alberto Monreal Luque (Madrid, 18 de novembre de 1928 - Madrid, 4 d'agost de 2014) fou un polític espanyol, que exercí de ministre d'Hisenda d'Espanya durant la dictadura franquista entre 1969 i 1973. També fou president de Tabacalera entre 1974 i 1982 i president de l'Associació Espanyola de Dret Financer entre 1974 i 1988.

## Biografia
Llicenciat en Ciències Econòmiques per la Universitat de Madrid, va ampliar estudis d'economia en l'Institut d'Economia de Rotterdam. En 1954 va ingressar en el Cos d'Estadístics Facultatius i en 1956 en el d'Economistes de l'Estat. Va ser professor adjunt de la Facultat de Ciències Econòmiques de la Universitat de Madrid.
Va ser Procurador en Corts entre 1967 i 1971; va ser Secretari General Tècnic del Ministeri d'Obres Públiques el 1965 i Sotssecretari d'Educació i Ciència el 1968. Va ocupar el Ministeri d'Hisenda entre el 29 d'octubre de 1969 i l'11 de juny de 1973. Durant el seu mandat les reserves de divises van passar de 600 milions de dòlars a 9.000 milions de dòlars, de manera que Espanya passà a ser el vuitè país del Fons Monetari Internacional. Durant aquesta època es revalua la pesseta dues vegades consecutives.